# Dorymyrmex fusculus
Dorymyrmex fusculus é uma espécie de formiga do gênero Dorymyrmex.